# Ceriporia incrustata
Ceriporia incrustata är en svampart som beskrevs av M. Mata & Ryvarden 2010. Ceriporia incrustata ingår i släktet Ceriporia och familjen Phanerochaetaceae.   Inga underarter finns listade i Catalogue of Life.